# Benjamin Elias Colaço Belmonte
Benjamin Elias Colaço Belmonte (Paramaribo, 5 augustus 1823 – Georgetown, oktober 1889) was een Surinaams jurist en politicus.
Na het behalen van een examen mocht hij in 1847 als procureur en pleitbezorger optreden bij het Gerechtshof van Suriname. Later ging hij rechten studeren aan de Universiteit van Leiden. Hij promoveerde daar in 1857 tot doctor in beide rechten op het proefschrift Over de Hervorming van het Regeerings-Stelsel in Nederlandsch West-Indië. Terug in Suriname werd hij (tijdelijk) lid van het gerechtshof en assessor bij het Collegie van Kleine Zaken maar uiteindelijk koos hij toch om als pleitbezorger werkzaam te zijn.
Bij de eerste Surinaamse parlementsverkiezingen in 1866 werd hij verkozen tot lid van de Koloniale Staten. In mei 1873 stapte hij op maar een maand later werd hij herkozen. Midden 1877 gaf hij definitief het Statenlidmaatschap op en emigreerde naar Brits-Guiana (in die tijd aangeduid als Demerary) waar hij eveneens als jurist actief was. Daar overleed hij op 66-jarige leeftijd.